# ホライゾン航空2658便火災事故
ホライゾン航空2658便火災事故は、1988年4月15日に発生した航空事故である。
シアトル・タコマ国際空港発スポケーン国際空港行きだったホライゾン航空2658便（デ・ハビランド・カナダ DHC-8-102）が上昇中に第2エンジンが故障した。パイロットは空港への引き返しを行ったが、燃料漏れにより発生した火災の影響で着陸後の制御が失われ、空港ターミナルに衝突した。乗員乗客40人に死者は無かったが、4人が重傷を負い、27人が軽傷を負った。
この事故はDHC-8シリーズ初の全損事故であり、ホライゾン航空として初めて乗客が負傷した事故である。また、ホライゾン航空の社長によると、DHC-8のエンジン故障は過去19ヶ月で3回発生していた。

## 飛行の詳細

### 事故機

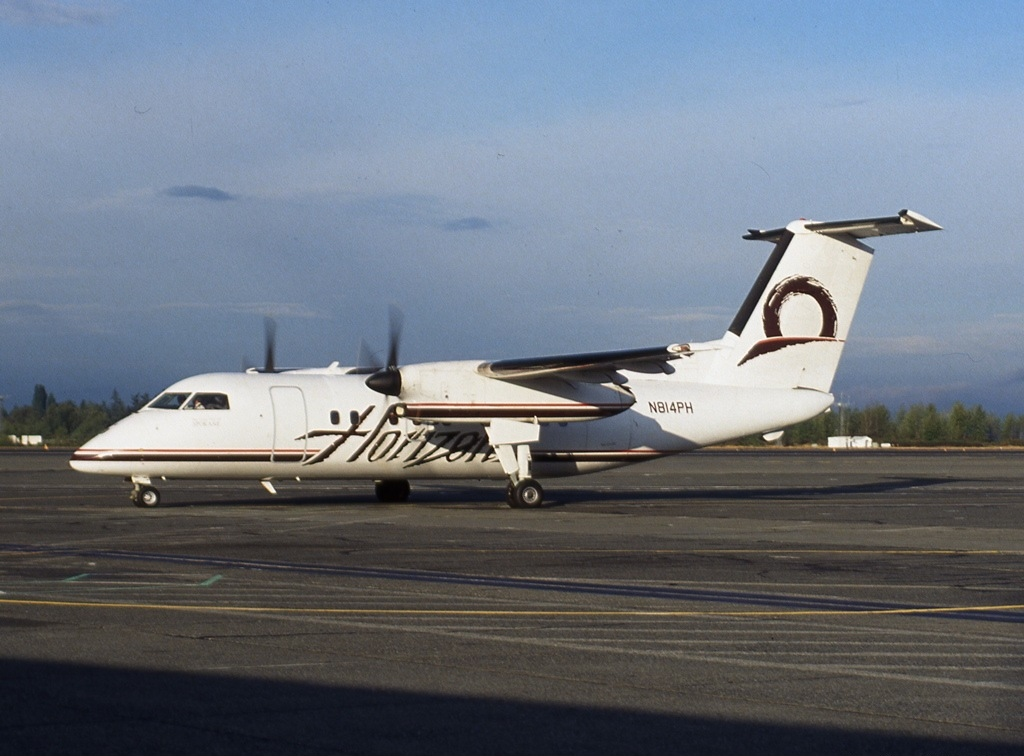
同型機のDHC-8-100（塗装は異なる）

事故機のデ・ハビランド・カナダ DHC-8-102（N819PH）は1985年12月21日に製造され、1986年に初飛行を行っていた。その後、1987年2月にホライゾン航空へ納入されていた。総飛行時間は3,106時間で、事故までに4,097回の離着陸を経験していた。DHC-8-100の最大着陸重量は33,900ポンドで、事故時の着陸重量は31,791ポンドだった。

### 乗員
機長は38歳の男性で、1979年6月にエア・オレゴンに雇われた。1981年にエア・オレゴンがホライゾン航空と合併したため、同年9月からホライゾン航空に勤務していた。DHC-8のほか、フェアチャイルド SA-227の飛行資格を保有していた。総飛行時間は9,328時間で、うち981時間が同型機によるものだった。
副操縦士は35歳の男性で、1987年3月30日にホライゾン航空に雇われた。総飛行時間は3,849時間で、うち642時間が同型機によるものだった。

## 事故の経緯
2658便はワシントン州シアトルからスポケーンへ向かう国内定期便だった。事故時には乗員3人と乗客37人が搭乗しており、満席の状態だった。飛行前の点検は副操縦士が行ったが異常は見られなかった。18時10分、2658便はプッシュバックを行い、3分後に滑走路16Lへのタキシングを許可された。離陸の許可は18時25分にされ、パイロットは離陸滑走を開始した。離陸滑走は正常で、機体は101ノット (187 km/h)で離陸した。
離陸後、2658便は1,000フィート (300 m)付近まで上昇し、左旋回を開始した。このとき、乗客の1人が右エンジンから液体が漏れていることに気付いた。旋回が完了し、機体が水平になると液体の流出量は減少した。ほぼ同時刻、パイロットは右エンジンの出力が低下していることに気付いた。機長はスロットルを最大にしたが、右エンジンは反応しなかった。機長は空港への引き返しを決断し、副操縦士は管制官へ緊急事態を宣言した。機長はダウンウィンド・レグを行った。18時30分、滑走路から約5,300フィート (1,600 m)手前の地点でパイロットはランディングギアを下ろした。
最終進入を行おうとしていた時、副操縦士は右エンジンで閃光が発生したのを目撃した。副操縦士は、右主翼のパネルの一部が脱落しており、火災が発生していることに気付き、機長に火災が起きていると伝えた。直後にパイロットはフラップを15度まで展開し、右エンジンの消火装置を作動させた。

着陸後の滑走経路

地上から100フィート (30 m)地点でパイロットは機体の制御に問題があることに気付いた。2658便は滑走路16Lに着陸した。しかし着陸直後に機体は左方向へ逸れ始めた。パイロットは左エンジンをアイドルにし、方向舵を使い機体を修正しようとした。副操縦士は管制官に「操縦不能（We're out of control.）」と言った。2658便は管制塔の僅かに横を通り、デルタ航空のゲートにあったB7-B9ボーディング・ブリッジに衝突し停止した。また、このときの様子は空港の監視カメラに記録されていた。

### 救助活動

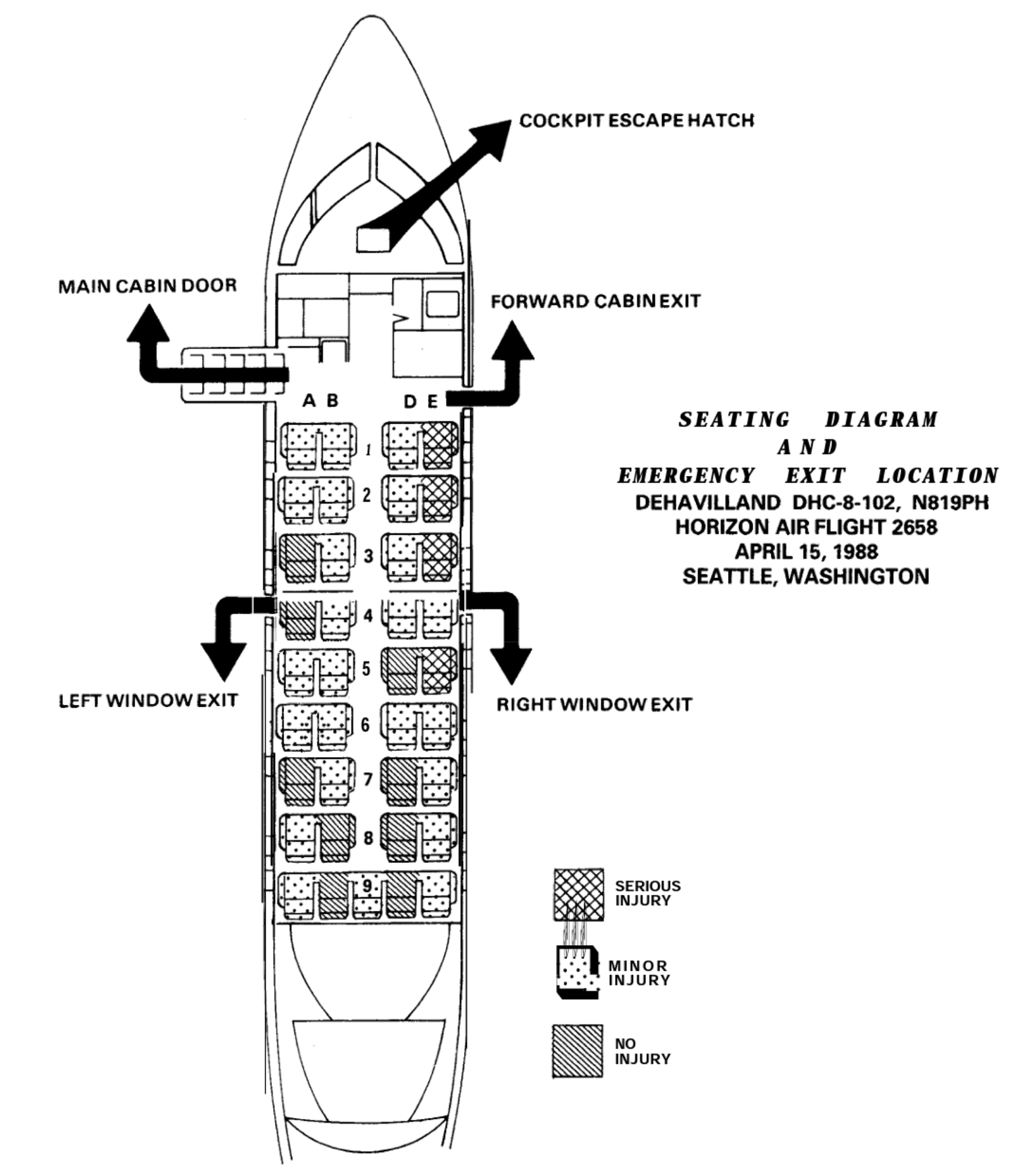
乗員乗客の怪我の度合いを示した座席表

機体が停止してから僅か15秒で消火活動が開始された。事故による死者は出なかったが、27人が軽傷を負い、4人が重傷を負った。重傷を負った4人はいずれも機体右側に着席していた乗客で、4人を含む18人が救急車で病院へ搬送された。

### 被害
機体は飛行中に発生した火災に加え、衝突により大破した。そのため機体は修理不能と判断され、DHC-8シリーズ最初の全損となった。地上では滑走路標識、手荷物カート、ピックアップトラック、補助電源装置、3つのボーディング・ブリッジを含む複数の設備が破壊された。これらの修理費用は28万ドルと推定された。

## 事故調査
国家運輸安全委員会（NTSB）が調査を行った。調査チームは翌日の午後に現場へ到着した。調査には連邦航空局（FAA）、ホライゾン航空、デ・ハビランド・カナダなどが参加した。

### 残骸の調査
フライトデータレコーダー（FDR）とコックピットボイスレコーダー（CVR）は残骸から無傷で回収された。しかし、着陸後のデータはFDRに一部記録されていなかった。これは、火災により電力供給が遮断されたためだと推定された。
右主翼は火災により大きく損傷していた。空港から10,300フィート (3,100 m)離れた場所で右主翼のアクセスパネルが回収された。このパネルには火災の跡は見られなかった。
NTSBは、アクセスパネルは燃料が爆発した時の衝撃により脱落したと結論付けた。

### 監視カメラ映像の解析
2658便が着陸し、滑走路を逸脱する様子は空港の監視カメラに捉えられていた。映像の解析により、着陸後にスポイラーが作動していなかったことが判明した。

### 油圧装置の損傷
火災の発生に気付いたパイロットは右エンジンを停止させた。通常、右エンジンが停止しても予備の油圧装置が各種装置に油圧を供給するようになっている。しかし、火災により予備の油圧装置が作動しなかった。これにより、スポイラー、緊急ブレーキ、パーキングブレーキ、ノーズ・ホイール・ステアリング、上部方向舵などが使用不能となった。NTSBは、2658便では機体を減速させるための装置が火災により全て使用不能となっていたと結論付けた。

### 推定原因
NTSBは高圧燃料フィルターが不適切に取り付けられていたため、燃料漏れ及び火災が発生した。フィルターの取り付けはエンジンの製造元で行われた。しかしホライゾン航空の整備士はこれに気付かなかった。また、アクセスパネルが脱落したため、火災が油圧装置を損傷させた。油圧装置が損傷したため、着陸後に機体の制御が失われた。